# Mistrz Pchła: bajka zawarta w siedmiu przygodach dwóch przyjaciół
Mistrz Pchła: bajka zawarta w siedmiu przygodach dwóch przyjaciół (niem. Meister Floh: Ein Märchen in sieben Abenteuern zweier Freunde) – jest bajką autorstwa E.T.A. Hoffmanna z okresu epoki romantyzmu, powstałą w roku 1822.
Utwór ukazał się ocenzurowany i skrócony o 2 rozdziały, ponieważ zawierał satyryczne aluzje do urzędniczych faktów, związanych z działaniami komisji do spraw wykrywania różnego rodzaju koneksji oznaczających zdradę stanu oraz innych niebezpiecznych intryg, której Hoffmann był członkiem. Dopiero w roku 1908 dzieło zostało opublikowane w całości.

## Tło
Chociaż w bajce Mistrz Pchła przeważają elementy fantastyczne, wraz z groteskowymi figurami, cenzura rozumiała ją jako formę satyry. Chodzi tu w szczególności o początki rozdziałów czwartego i piątego. Akcja poboczna książki jest przez krytykę interpretowana jako element zakłócający „jedność bajki”.
Po tym jak protagonista utworu Peregrinus Tyß poznaje Mistrza Pchłę, zostaje on natychmiast aresztowany przez tajnego radcę Knarrpantiego. Zarzuca mu się porwanie w czasie Wigilii dostojnej damy, będącej na balu wydanym przez pewnego bankiera. Gdy okazuje się, że w mieście nie jest poszukiwana żadna zaginiona kobieta, radca Knarrpanti oświadcza, że jeśli znajdzie się sprawca, to znajdzie się również i przestępstwo.

### Bajka i rzeczywistość

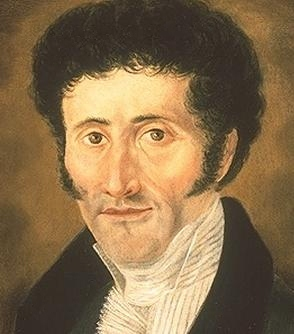
E.T.A.Hoffmann

W bajce E.T.A. Hoffmann powoływał się na wydarzenia, które rzeczywiście miały miejsce kilka miesięcy przed rozpoczęciem prac nad książką. W 1814 roku autor zaczął pracę jako pruski urzędnik państwowy, a w 1816 został radcą sądu apelacyjnego. 3 lata później został powołany w skład komisji do spraw wykrywania różnego rodzaju koneksji oznaczających zdradę stanu oraz innych niebezpiecznych intryg. Chodzi tu w szczególności o dochodzenie przeciw „demagogom”, zainicjowane bezpośrednio po karlsbadzkich postanowieniach, zwróconych przeciw członkom zabronionych studenckich stowarzyszeń. Hoffmann sprzeciwił się dyrektorowi w ministerstwie policji, Karlowi Albertowi von Kamptzowi, kiedy ten przedwcześnie obarczał winą Friedricha Ludwiga Jahna, zamieszczając stosowne raporty w berlińskich gazetach, choć nie zostało mu zarzucone w myśl prawa żadne konkretne przestępstwo.
Kamptz przedłożył komisji skonfiskowane pisma i dzienniki studentów  i wychodził z założenia, iż dzięki interpretacji ich sposobu myślenia, mógł wnieść oskarżenie. I tak przykładowo uważał on za niezwykle obciążające, iż student Gustav Asverus użył w swoim dzienniku sformułowania byłem dzisiaj zabójczo leniwy. To zdanie dyrektor odebrał w sposób dosłowny i było dla niego jednoznaczne, że Asverus, być może wielokrotnie, dopuścił się zabójstw, a tylko w tym konkretnym dniu nie miał ochoty na ów „proceder”. E.T.A. Hoffmann zamieścił to zdanie oraz jego interpretację w bajce Mistrz Pchła.
W podobnym kontekście  zostało uzasadnione aresztowanie Peregrinusa Tyßa z powodu rzekomego porwania. Tajny radca Knarrpanti, w którym dyrektor Kamptz rozpoznał samego siebie, przedłożył  w rozdziale piątym również dzienniki jako dowody winy. Przedstawiciel rady miasta Frankfurt, który według licznych zażaleń Kamptza reprezentował w rzeczywistości Hoffmanna, ostatecznie odrzucił pozew przeciwko Peregrinusowi.
W fikcyjnym dzienniku Peregrinusa Tyßa, ten pisze przykładowo: Dziś widziałem w teatrze po raz dwudziesty z takim samym zachwytem Uprowadzenie z seraju Mozarta. Jest coś wzniosłego, coś niesamowitego wokół tego porwania. Radca Knarrpanti wyciąga drugie zdanie z kontekstu i przedstawia je jako poszlakę przeciwko „porywaczowi” Peregrinusowi. Także kolejne zdania, w których Tyß używa słowa „porwanie” w metaforycznym sensie, są brane przez Knarrpantiego dosłownie. Dyrektor policji Kamptz oskarżał później Hoffmanna, iż ten wziął owe sformułowania prosto z protokołów komisji i tylko zastąpił słowo „wolność” słowem „uprowadzenie” w swojej bajce.

### Postępowanie przeciwko Hoffmannowi
Tuż przed oddaniem książki do druku E.T.A. Hoffmann oświadczył w berlińskiej winiarni, że bajka „Mistrz Pchła” zawiera także humorystyczne aluzje w odniesieniu do postępowań przeciwko „demagogom”. 10 stycznia 1822 roku pisarz Varnhagen von Ense zanotował w jego dzienniku: Pan Hoffmann, radca sądu apelacyjnego, pracuje nad humorystyczną książką, w której cała historia wokół procesów przeciw demagogom przybiera elementy iście komiczne.
W okresie restauracjonizmu było wielu donosicieli i informatorów, obecnych przy różnych spotkaniach towarzyskich. I tak dyrektor policji Karl Albert von Kamptz szybko dowiedział się o planach Hoffmanna. 

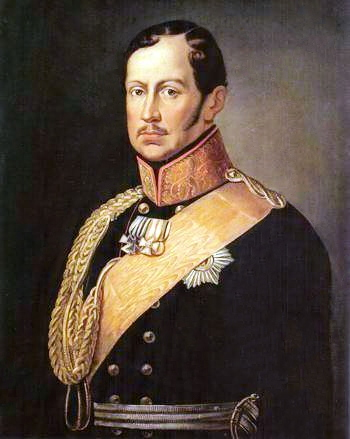
Fryderyk Wilhelm III

Już 17 stycznia, jego agent, na zlecenie ministerstwa policji, udał się do senatu miasta Frankfurt i nakazał skonfiskowanie manuskryptu Mistrza Pchły u wydawcy Hoffmanna, gdyż ten zawierał w pewnych częściach  cytaty z dokumentów procesowych, które naruszały obowiązek zachowania dyskrecji urzędowej, jak i obrażały króla pruskiego. W rzeczy samej „książę”, który zleca w bajce czynności procesowe, jest przedstawiony jako mało znaczący i zadłużony władca. Jest o nim powiedziane, że ze wszystkich tworów państwowych, które ten znał z historii, żaden bardziej mu nie przypadł do gustu, niż tajna inkwizycja państwowa, taka jaka miała kiedyś miejsce w Wenecji. Jeśli zakładać, że pod postacią Knarrpantiego kryje się dyrektor policji Kamptz, to ów władca to nikt inny jak król pruski Fryderyk Wilhelm III.
Kiedy Hoffmann dowiedział się o wszczętym przeciw niemu postępowaniu, próbował usunąć dwa miejsca w tekście, które w niektórych okolicznościach mogły wywołać oburzenie. Ale na to było już za późno. 31 stycznia 1822 roku dyrektor Kamptz pisał w sprawozdaniu do ministra spraw wewnętrznych i policji Friedricha von Schuckmanna: Powieść przekazana wydawnictwu przez radcę sądu apelacyjnego Hoffmanna jest mniej przedstawieniem połączonych ze sobą, scalonych zdarzeń, a bardziej środkiem do prezentacji i wyszydzania różnych ważnych spraw.
Hoffmanowi nie pozostało nic innego jak tylko obrona swego dzieła. Chociaż treść pism z jego mowy w postępowaniu dyscyplinarnym zawiera bardziej ustosunkowanie się do zarzutów, to można z nich odczytać także intencje autora: Nie wolno nam zapominać, że nie jest tu mowa o dziele satyrycznym, któremu zarzucane jest nawiązywanie do zdarzeń bieżących, lecz o fantastycznym tworze autora, obdarzonego poczuciem humoru, który wzory z prawdziwego życia ujmuje wyłącznie w abstrakcji tego humoru, przedstawiając całość niejako w zwierciadle.
Do końca postępowania dyscyplinarnego jednak nie doszło, gdyż E.T.A. Hoffmann zmarł tuż po publikacji Mistrza Pchły.

## Fabuła

### Przygoda pierwsza
Peregrinus Tyß wraca po trzyletniej tułaczce do domu i dowiaduje się o śmierci rodziców. Jego ojciec, bogaty kupiec, pozostawił mu w spadku mieszkanie we Frankfurcie nad Menem. Nieśmiały i marzycielski Peregrinus prowadzi, stosownie do jego cech osobowości, samotny tryb życia. Aline, starsza gospodyni jego rodziców troszczy się o wszystko, przez co Tyß żyje tak, jakby jego dzieciństwo ciągle trwało. Obdarowuje siebie samego prezentami na święta w postaci zabawek i książek dla dzieci. Kiedy zabiera się do ich rozpakowywania, zauważa, że w jedno z jego pudełek jest puste. Dostarczona mu paczka musiała zostać pomylona, gdyż Tyßowi brakuje także innego podarunku, w którym miały znajdować się figurki cynkowe. Po chwili zabawy pakuje on więc wszystkie przedmioty i zanosi je dzieciom biednego introligatora Lämmerhirta.
Opuszczając jego dom, Peregrinus spotyka piękną kobietę, która utrzymuje, że zna go już dłuższy czas i ma dla niego brakującą paczkę. W drodze powrotnej towarzysząca mu tajemnicza dama, która określa siebie jako Aline, symuluje omdlenie, i daje się zanieść do jego mieszkania. Tam domaga się wydania zakładnika, który miałby znajdować się w domu Tyßa. Ten jednak nie ma pojęcia, kogo kobieta ma na myśli. Słysząc to, ucieka ona z pokoju, schodami w dół.

### Przygoda druga
Scenerią dla drugiego rozdziału jest dom poskromiciela pcheł Leuwenhoeka. Ten prowadzi we Frankfurcie cyrk, gdzie skoki każdego ze specjalnie wytresowanych owadów można obserwować przy pomocy specjalnej lupy. Pchły jednak dopiero co uciekły ze swoim „mistrzem”, a publiczność uważa poskromiciela za oszusta. George Pepusch, jego przyjaciel, dowiaduje się, że piękna Dörtje Elverdink, traktowana przez Leuwenhoeka jak niewolnica, i będąca niejaką dodatkową atrakcją przedstawień, także zniknęła. Żąda on od poskromiciela wyjaśnień, gdyż jest on w niej zakochany.
Ten mówi Pepuschowi, że jest budowniczym mikroskopów Antonim van Leuwenhoekiem, który został pochowany w 1725 roku w starym kościele w Delfcie.  Określa siebie jako maga, a Dörtje Elverdink jako księżniczkę Gamaheh, która jest córką króla Sekakisa i królowej kwiatów. Księżniczka ukryła się niegdyś w Famaguście, uciekając przed księciem Pijawką, największym wrogiem królowej. Ostatecznie jednak Gamaheh została wytropiona i ugryziona przez nieprzyjaciela. Geniusz Thetel zabił księcia Pijawkę, a księżniczkę przemienił w pyłek i umieścił na tulipanie. Tam czekała ona na maga, który odszuka ją przy pomocy lupy. Sam Leuwenhoek został wezwany na pomoc i udało mu się obudzić księżniczkę i przywrócić jej naturalną wielkość. Od tego momentu traktuje ją jako jego własność i towarzyszy mu ona podczas wielu wypraw. W Niemczech wielu ludzi określa ją jako Alinę.
Po tym opowiadaniu George Pepusch oświadcza, że jest on Zeheritem, ostem, na który miała niegdyś spaść księżniczka. On sam zabił księcia Pijawkę swoimi kolcami i nikt inny jak „mistrz” zbudził ją do życia, po powiększeniu księżniczki przez magów. Pepusch określa poskromiciela pcheł jako szarlatana i niszczy jego aparat mikroskopowy.
Sam krąży bez celu w nocy po ulicach Frankfurtu, aż spostrzega on jasno świecące światło w oknie Dörtje Elverdink. Gdy próbuje się wdrapać po kratach do jej mieszkania, by ją zobaczyć, zostaje nakryty przez strażnika nocnego i jako domniemany włamywacz wtrącony do więzienia.

### Przygoda trzecia

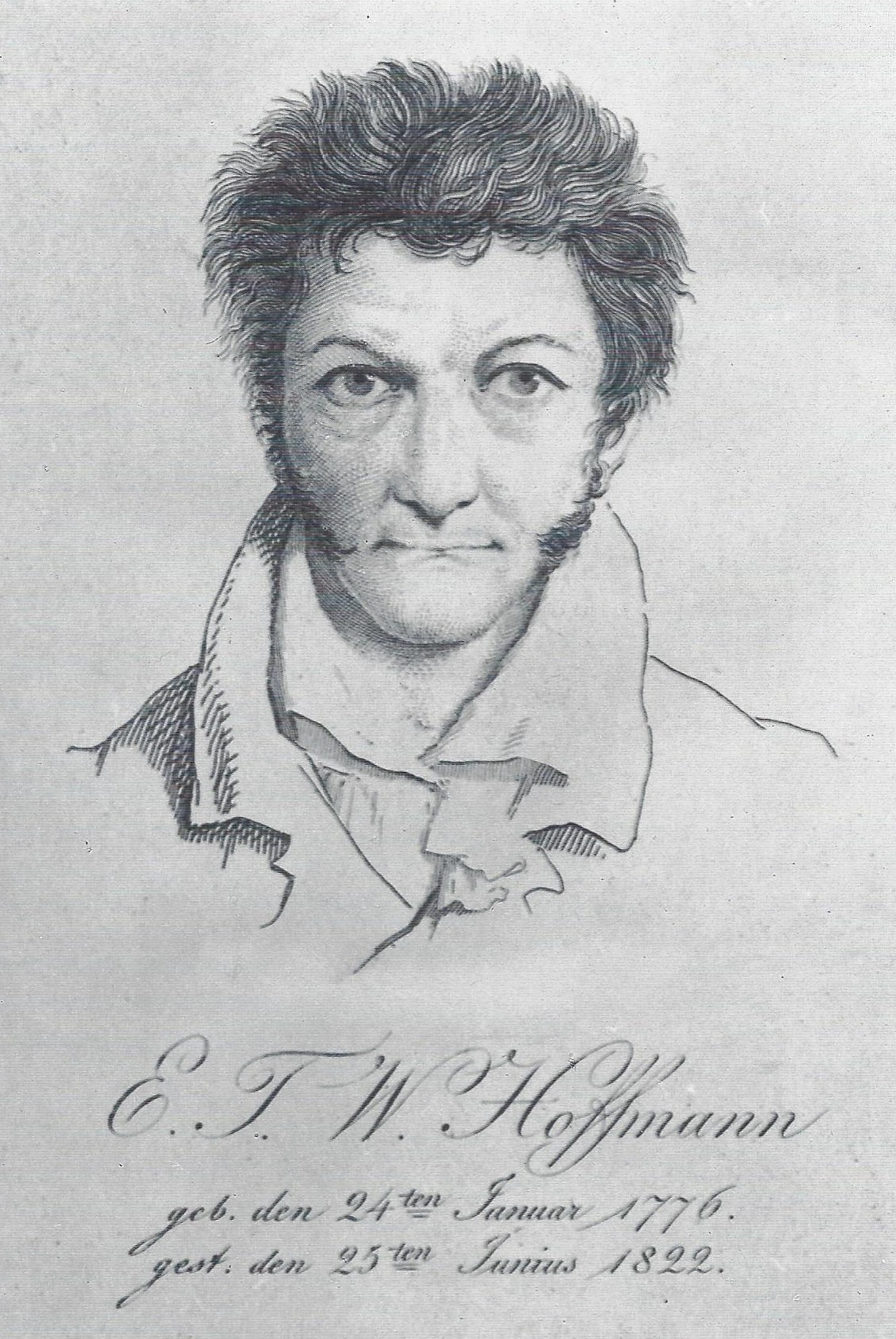
autoportret Hoffmanna

W swojej sypialni Peregrinus Tyß zostaje zbudzony przez dziwaczne stworzenie, które określa się mianem „Mistrza Pchły”. Ta mała istota jest przywódcą wszystkich pozostałych owadów. Ów mistrz potrafi mówić i jest bardzo oczytany. Rzadko go można spotkać w makroskopowej formie, a ludzkie oko nie jest w stanie go dostrzec bez lupy. Okazuje się, że znajdował się on w pozornie pustym pudełku, które Peregrinus wypakowywał na święta.
Mistrz Pchła opowiada mu, że Aline, którą to przyprowadził ostatnio do domu, jest księżniczką Gamaheh, zwaną także Dörtje Elverdink. On sam zbudził ją ze snu, ta jednak zdradziła jego obecność poskramiaczowi pcheł. Leuwenhoek potrzebuje mistrza, aby móc sprawować władzę nad całą populacją owadów. Księżniczka Gamaheh szukała go przez cały czas i nie cofnie się przed niczym, by go znów złapać. Peregrinus obiecuje mu, że nie da się jej uwieść i nie wyda go w jej ręce. Otrzymuje od mistrza mikroskop myśli, niewielką soczewkę, dzięki której można czytać w umyśle każdej osoby. Mistrz umieszcza ją  na źrenicy Tyßa.
Rano Peregrinus dowiaduje się od jego gospodyni Aline, że księżniczka jeszcze nie opuściła domu, lecz, że znajduje się w pokoju jego podnajemcy, starego pana Swammerdamma. Niedługo potem pojawia się on osobiście u Tyßa, aby zapowiedzieć jej wizytę. On sam jest twórcą mikroskopów, tak jak jego przyjaciel Leuwenhoek. Twierdzi, że jest on identyczny ze zmarłym w 1680 roku przyrodnikiem Janem Swammerdamem.  Okazuje się, że Swammerdamm jest owym magiem, który odkrył księżniczkę Gamaheh śpiącą w tulipanie, i który wołał Leuwenhoeka, aby ten pomógł mu ją uwolnić ze snu.
Po tym jak Peregrinus pożegnał się ze Swammerdammem, przybywają wysłannicy radcy miasta Frankfurt i komunikują Tyßowi, że jest aresztowany, a jego zapiski skonfiskowane. Nie mając innego wyjścia, podąża on posłusznie za nimi. Mistrz Pchła podróżuje wraz z  Peregrinusem siedząc na chustce na jego szyi .

### Przygoda czwarta
Peregrinus zastaje w więzieniu, przebywającego jeszcze w areszcie George Pepuscha. Obaj znają się z Madras, gdzie Tyß przebywał dłuższy czas w ramach jego podróży. Okazuje się, że za aresztowaniem Peregrinusa stoi tajny radca Knarrpanti, który na zlecenie pewnego księcia szuka porwanej księżniczki. Sam Knarrpanti słyszał pogłoski o uprowadzeniu pewnej dostojnej kobiety z balu wydanego przez bankiera. Nawet w momencie, kiedy nikt nie potrafi dokładnie wskazać, kto konkretnie zaginął, Knarrpanti nakazuje uwięzienie Tyßa. Twierdzi, że jeśli znajdzie się sprawca, to znajdzie się również i przestępstwo. Poza tym przyprowadza on dwóch świadków, którzy widzieli jak Peregrinus niósł księżniczkę Dörtje do swojego domu.
Tyß opowiada Pepuschowi co wydarzyło się w międzyczasie w jego mieszkaniu. Z powodu braku wystarczającej ilości dowodów zostaje on wkrótce zwolniony, ręczy on także za jego współwięźnia tak, że ten również je opuszcza.
Dzięki soczewce od Mistrza Pchły, Peregrinus jest w stanie czytać ludziom w myślach. Po powrocie do domu spotyka przed pokojem Swammerdamma pogromcę pcheł Leuwenhoeka. Chwilę później przybywają także Pepusch i Swammerdamm. Leuwenhoek oraz Swammerdamm wyciągają natychmiast ich lornetki i przy ich pomocy pojedynkują się na korytarzu.
Pepusch opuszcza mieszkanie, po tym jak nie zastał księżniczki w pokoju Swammerdamma. Znajduje ją jednak sam Peregrinus, wracający do swego mieszkania. Ta zwierza się z miłości do niego, chcąc przy tym uzyskać wydanie Mistrza Pchły. W tym momencie do pokoju wbiega Pepusch. Gdy księżniczka mdleje, ten wynosi ją z mieszkania Peregrinusa.

### Przygoda piąta

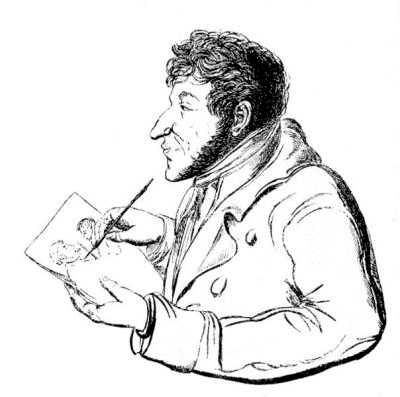
Karykatura Hoffmanna

Peregrinus jest ponownie przesłuchiwany przez radcę Knarrpantiego, który próbuje w skonfiskowanych listach i dziennikach znaleźć dowody jego winy. W szczególności chce wiedzieć co Tyß sobie myślał, kiedy pisał o porwaniach, wspominając przy tym choćby Uprowadzenie z seraju Mozarta. Peregrinus wpada na pomysł, aby użyć mikroskopu myśli na tajnym radcy, który to również chętnie czyta w umyśle innych ludzi, twierdząc przy tym, że myślenie samo w sobie, jest już niebezpieczną rzeczą. Mistrz pchła umieszcza soczewkę w źrenicy Tyßa i ten widzi, że Knarrpanti wcale nie uważa go za winnego, lecz jedynie zależy mu na wskazaniu sprawcy, aby samemu na tym zyskać. Peregrinus zachowuje się odpowiednio do sytuacji i zostaje zwolniony.
Gospodyni Aline mówi Peregrinusowi, że uprowadzona przez Pepuscha księżniczka Gamaheh, zwana także Dörtje, znów pojawiła się w mieszkaniu, a dokładnie w pokoju Swammerdamma. Odwiedziła  ją tam i dowiedziała się różnych niesamowitych rzeczy o jej relacjach rodzinnych. Wskazuje ona na konieczność wydania Mistrza Pchły księżniczce. Peregrinus odrzuca jednoznacznie tę propozycję i wybiega z domu.
Ucieka na łono natury w towarzystwie Mistrza Pchły, siedzącego na jego ubraniu. Ten mówi mu, że będzie on grał rolę rozstrzygającą w decyzji, kto zdobędzie serce księżniczki. Nim jest on w stanie podać mu szczegóły, z zarośli wyłania się Pepusch. Wręcza Peregrinusowi pistolet i chce się z nim pojedynkować. W jednej chwili strzela on w kierunku Tyßa, lecz przebija tylko jego kapelusz. Peregrinus umyślnie oddaje strzał w powietrze. Wtedy Pepusch wykrzykuje, że księżniczka leży na skraju śmierci w mieszkaniu Swammerdamma, a następnie szybko umyka z lasu.
Peregrinus udaje się z Mistrzem Pchłą do jego domu, gdzie w pokoju Swammerdamma zastaje  śmiertelnie chorą Gamaheh. Ta zapewnia go o jej uczuciu i mówi, że przyszedł czas na wydanie towarzysza. Tyß chce ponownie odrzucić owe żądanie,  aby nie złamać obietnicy, ale Mistrz Pchła sam skacze na ramie chorej księżniczki.

### Przygoda szósta
W winiarni we Frankfurcie można spotkać dwie osobliwe figury.  Pierwsza zwie się Douanier Egel, druga to mistrz baletu Legénie. W rzeczywistości chodzi tutaj o księcia Pijawkę oraz geniusza Thetela, którzy pojawili się już w opowiadaniu Leuwenhoeka. Przybyli oni do miasta, aby odzyskać księżniczkę. Obaj kłócą się między sobą i zostają wyrzuceni przez gospodarza. Przed budynkiem spotykają Pepuscha, który chce im się dobrać do skóry. Właściciel winiarni rozdziela walczące strony i zmusza Pepuscha, aby ten wszedł do środka.
Tam opowiada mu, że zabił on niemalże jego przyjaciela Peregrinusa, i z rozpaczy sam targnął się na swoje życie. Jako dowód okazuje broń, ale ta okazuje się być  tylko zabawką z drewna. Gospodarz mówi Pepuschowi, że Peregrinus sam był niedawno w jego lokalu. Zrezygnował on w końcu z księżniczki Dörtje i udał się do poskramiacza pcheł Leuwenhoeka, aby ten postawił mu horoskop na przyszłość.
Leuwenhoek informuje Peregrinusa, że nosi on w sobie talizman, który znajdował się wcześniej głęboko w ziemi. Jego moc może być uwolniona przez określone wydarzenia. Przez mikroskop myśli stwierdza, że Leuwenhoek sam nie wie, o jakie zdarzenie może chodzić.
Pepusch przybywa do domu Leuwenhoeka. Obaj przyjaciele Pepusch i Peregrinus godzą się ze sobą, po tym jak Tyß potwierdza, że zrezygnował  z ubiegania się o względy księżniczki. Chwilę potem przychodzą również Swammerdamm i Dörtje. Leuwenhoek i Swammerdamm znów pojedynkują się na  lornetki i rzucają sobie nawzajem złowrogie spojrzenia. Peregrinus i Pepusch zapobiegają poważniejszej konfrontacji. Księżniczka chce, aby Perigrinus ją poślubił, ten jednak się nie zgadza z powodu obietnicy danej Pepuschowi i Mistrzowi Pchle.

### Przygoda siódma
Peregrinus ostatecznie rezygnuje z ubiegania się o rękę księżniczki. Spotyka Różyczkę Lämmerhirt, młodą, piękną i pobożną kobietę i natychmiast się w niej zakochuje. Mistrz Pchła znika bez śladu, a Peregrinus postanawia więcej nie używać mikroskopu myśli, gdyż czytanie w umyśle innych wcale nie czynni go szczęśliwszym. We śnie zdaje sobie sprawę, że on sam jest królem Sekakisem, a Różyczka talizmanem.
Jednym jego promieniem zostają zniszczone siły zła (magowie, geniusz Thetel oraz książę Pijawka), a Pepusch i księżniczka złączeni ze sobą. Peregrinus poślubia Róźyczkę, a Pepusch Dörtje. Jednak ci ostatni znikają w dniu zaślubin. Z rana w ogrodzie pojawia się zwiędła opuncja oraz tulipan.
Mistrz Pchła wraca do swojego ludu. Jednak przy różnych okazjach, szczególnie podczas Wigilii, wraca ponownie i przynosi dziecku Peregrinusa i Różyczki przygotowane przez pchły miniaturowe prezenty.